# لری مارلی
لارنس مارلی (Laurence Marley) (حدود ۱۹۴۵ – ۲ آوریل ۱۹۸۷)، یک عضو ارتش موقت جمهوری‌خواه ایرلند از اردوین، بلفاست، ایرلند شمالی بود. او یکی از مغزهای متفکر پشت فرار گروهی ۱۹۸۳ زندانیان جمهوری‌خواه از زندان ماز (Maze) بود، هرچند در آن زمان مارلی در آن زندان در حبس بود، اما در فرار شرکت نکرد. خبرنگار بریتانیایی به‌نام پیتر تایلور، مارلی را از دوستان نزدیک رئیس حزب شین فین، جری آدامز توصیف کرد. مارلی دو سال بعد از این‌که از زندان ماز آزاد شده بود، توسط واحد نیروی داوطلب اولستر (UVF) تیر باران و کشته شد. تیر باران او انتقامی بود در مقابل کشتن یک عضو رهبری UVF به‌نام جان بنگهام توسط بخش اردوینِ ارتش جمهوری‌خواه ایرلند در سپتامبر سال قبل.

## ارتش جمهوری‌خواه ایرلند
لارنس مارلی در ژوئیه ۱۹۴۵ در بلفاست به‌دنیا آمد و به عنوان یک رومان کاتولیک پرورش یافت. او در منطقه اردوین در شمال شهر بزرگ شد و به مدرسه ابتدائی هالی کراس بایز و مدرسه دبیرستان سنت گبرئیل رفت. او زمانی که درگیری‌ها در مراحل اولیه بود به ارتش جمهوری‌خواه ایرلند پیوست و تا زمان دستگیری‌اش در اواخر ۱۹۷۲ میلادی، عضو فعال واحد نظامی (ASU) در تیپ بلفاست ارتش موقت جمهوری‌خواه ایرلند بود. در آن زمان، او با کیت ازدواج کرده بود و سه پسر داشت. سپس به لانگ کیش (زندان ماز) فرستاده شد. در مارس ۱۹۷۵ میلادی، او همراه با ۹ عضو دیگر ارتش جمهوری‌خواه ایرلند از تعمیر محکمه، جای که برای محاکمه به اتهام تلاش برای فرار از لانگ کیش برده شده بود، فرار کرد. او که در حالت فرار به سر می‌برد، دوباره در ۱۹۷۷ دستگیر گردید. مارلی متهم به حمل سلاح بود و دوباره به ۱۰ سال حبس در زندان لانگ کیش محکوم شد.
او همراه با برند مک‌فارلین و پت مک‌گیون در ۱۹۷۸ میلادی با پوشیدن لباس زندانبان‌ها مجدداً تلاش نمودند تا از زندان فرار کنند، اما قبل از این‌که آن‌ها به محوطه خارجی زندان برسند، گرفتار شدند. چون برنامه آن‌ها بی‌ثمر شده بود، وی به اعتراض جل‌پوشی در بلاک‌های اچ که برای چهار سال ادامه داشت، ملحق شد. در سپتامبر ۱۹۸۳ میلادی، او به برند مک‌فارلین، بابی استوری و جری کیلی کمک کرد تا فرار موفق گروه ۳۸ زندانی جمهوری‌خواه از زندان ماز را سازمان‌دهی کنند. این بزرگ‌ترین فرار زندانیان در تاریخ جزائی بریتانیا بود. طبق یک مستند تلویزون بی‌بی‌سی در مورد این فرار، مارلی مغز متفکر و طراح این فرار بود، هدف وی از این فرار شرم‌ساری نخست‌وزیر بریتانیا مارگاریت تاچر بود، چون در آن زمان ماز یکی از محفوظ‌ترین زندان در سطح دنیا محسوب می‌گردید. مارلی، برخلاف سه هم‌دست دیگرش در این فرار شرکت نکرد، چون تاریخ رهایی وی از زندان نزدیک بود.
مارلی در نوامبر ۱۹۸۶ از زندان آزاد شد و به خانه‌اش در اردوین بازگشت. مارلی، به‌خاطر نقش بزرگی که در طراحی فرار از زندان داشت، به یک شخصیت منفور نزد ارتش بریتانیا در ایرلند شمالی و نیروهای انتظامی سلطنتی اولستر (RUC) مبدل شد.

## مرگ
لارنس مارلی، چندی پس از ۰۹:۰۰ بعد از ظهر در ۲ آوریل ۱۹۸۷ توسط واحد نیروی داوطلب اولستر که به خانه وی در اردوین حمله کرده بودند، تیر باران شده و کشته شد. دو مرد مسلح از موتور خارج شدند؛ یک نفر آن‌ها تفنگچه برونینگ در دست داشت و فرد همراه وی یک تفنگ شات گن اتومات با خود حمل می‌کرد. این دو مرد دروازه خانه وی را زدند و هنگامی که مارلی به درب دروازه رسید تا آن را باز کند، آن‌ها از پشت دروازه بر وی تیراندازی را شروع کردند. او شدیداً مجروح شد و نود دقیقه بعد در بیمارستان جان داد. در زمان مرگش او ۴۱ ساله و صاحب شش فرزند بود، کوچک‌ترین فرزند وی تنها دو هفته سن داشت. براساس گزارش خبرنگار پیتر تایلور، او دوست نزدیک رئیس حزب شین فین به‌نام جری آدامز بود و آن‌ها در زندان باهم آشنا شده بودند. این تیراندازی به‌خاطر انتقام‌گیری از کشته شدن یک عضو نیروی داوطلب اولستر به‌نام جان بنگهام توسط بخش اردوینِ ارتش جمهوری‌خواه ایرلند در سپتامبر سال قبل بود.
نیروی داوطلب اولستر پس از این تیر باران، بیانیه‌ای در مورد آن منتشر کرد:
لارنس مارلی به‌خاطر فعالیت در ارتش جمهوری‌خواه ایرلند، از جمله باج‌گیری و داشتن سلاح و مواد منفجره، مدت زیادی را در زندان سپری کرده بود. پس از آزادی از زندان، او دوباره در کارهای این سازمان دخیل شد و این امر به قیمت جانش تمام شد.
خاک‌سپاری مارلی برای سه روز به تأخیر افتاد، چون نیروهای انتظامی سلطنتی اولستر اجازه نمایش‌های نظامی در اطراف قبر وی را نمی‌دادند و آن‌ها یک کمربند محفاظتی با سلاح‌های سنگین را در اطراف خانه وی در اردوین ایجاد کرده بودند. اغتشاش‌های شدید در قسمت‌های شمال و غرب بلفاست، به‌خاطر این تأخیر آغاز شده بود. در نهایت، پلیس تن به مصالحه داد و مراسم خاک‌سپاری وی با هزارها عزادار که تشییع جنازه کنندگان را که در عقب ۳۵ لند رور زرهی نیروهای انتظامی سلطنتی اولستر قرار داشتند، به سوی زمین جمهوری‌خواهان در قبرستان میل‌تاون همراهی می‌کردند، انجام شد. از نظر جری آدامز، خاک‌سپاری مارلی شاهد بزرگ‌ترین «نمایش حمایت جمهوری خواهان بعد از اعتصاب‌های غذا» در ۱۹۸۱ میلادی بود. از مارلی به عنوان یک فرد مصمم، فروتن، دارای هوش مبتکرانه و شخصی که آماده کمک به دوستان و همتایان داوطلب خود بود، یاد می‌شد.

## پیامد مرگ مارلی
ارتش جمهوری‌خواه ایرلند انتقام مرگ مارلی را در آخر ماه با کشتن ویلیام «فرنچی» مارچانت در جاده شانکیل که منطقه مستحکم وفاداران پنداشته می‌شد گرفتند، زمانی که مارچانت در مقابل دفتر حزب اتحادیه مترقی (PUP) ایستاده بود افراد ارتش از یک موتور در حال حرکت به او شلیک کردند. مارچانت که رتبه جگرن را در نیروی داوطلب اولستر داشت، متهم به دست داشتن در بمب‌های انتحاری دوبلین در ۱۹۷۴ بود.
عضو نیروی داوطلب اولستر به‌نام جری اسپینس یکی از مردان متهم به کشتن مارلی بود؛ اما پس از این‌که او در آوریل ۱۹۸۸ به محکمه آورده شد، از اتهام کشتن مارلی تبرئه گردید.
یک لوح یادبود برای گرامی داشت از مارلی در جاده اردوین که در نزدیکی هوانا گاردین واقع گردیده، ساخته شده‌است.
پسر مارلی به‌نام سیموس در ۲ آوریل ۲۰۱۹ به اتهام تجاوز جنسی بر دو نوجوان در یک خانهٔ امنِ ارتش جمهوری‌خواه ایرلند در منطقه لوت، جمهوری ایرلند مجرم شناخته شد.

## ارجاعات فرهنگی
فیلم ماز در ۲۰۱۹ میلادی به کارگردانی استیفین بورکی در مورد فرار از زندان ۱۹۸۳ ساخته شد که در این فیلم تام فوگان-لاولور نقش مارلی را بازی می‌کند.